# Tharra danae
Tharra danae är en insektsart som beskrevs av Nielson 1975. Tharra danae ingår i släktet Tharra och familjen dvärgstritar. Inga underarter finns listade i Catalogue of Life.